# Agapanthia schurmanni
Agapanthia schurmanni — вид жесткокрылых из семейства усачей.

## Распространение
Распространён на Балканах (Македония, север Греции).

## Описание
Жук длиной от 13 до 23 мм. Время лёта с мая по июнь.

## Развитие
Жизненный цикл вида длится один год. Кормовым растением является асфодель (Asphodelus).